# Tsoukefs
Tsoukefs (ou Tchoukwech, Tchoukouech) est une localité du Cameroun située dans le département de la Mayo-Tsanaga et la Région de l'Extrême-Nord. Elle fait partie de la commune de Mokolo et du canton de Mokong. 

## Population
En 1966-1967, la localité comptait 40 habitants, principalement des Mofu.
Lors du recensement de 2005 (3e RGPH), on y a dénombré 171 personnes.